# Беляйкин, Вадим Тихонович
Вадим Тихонович Беляйкин (6 февраля 1927, Симферополь — 18 июля 1982, Химки, Московская область) — советский самбист, чемпион и призёр чемпионатов СССР, мастер спорта СССР (1949). Выступал за клуб «Наука» (Москва). Его коронным броском была «мельница». Судья республиканской категории (1954). Тренер.

## Биография
Выпускник МИФИ имени Куйбышева в 1949 году.
В 1948—1951 годах был старшим тренером центральной секции самбо Мособлсовета спортивного общества «Наука».
В 1954—1958 годах — старший тренер по самбо Мосгорсовета спортивного общества «Трудовые резервы».
Работал в различных строительных организациях на должностях прораба, инженера, начальника ПТО, начальника участка.
Похоронен на Николо-Архангельском кладбище (Балашихинский район).

## Спортивные результаты
- Чемпионат СССР по самбо 1949 года — ;
- Чемпионат СССР по самбо 1950 года — ;
- Чемпионат СССР по самбо 1951 года — ;